# Guillaume Gillet
Guillaume Gillet  (Liège, 9 de março 1984) é um ex-futebolista belga que atuava como lateral.

## Carreira
Gillet começou a carreira no Standard Liege.

## Títulos
Anderlecht
- Copa da Bélgica (1): 2007–08
- Belgian Super Cup (3): 2010, 2012, 2013
- Belgian Pro League (4): 2009–10, 2011–12, 2012–13, 2013–14